# Gymnopodium floribundum
Gymnopodium floribundum är en slideväxtart som beskrevs av Robert Allen Rolfe. Gymnopodium floribundum ingår i släktet Gymnopodium och familjen slideväxter. Inga underarter finns listade i Catalogue of Life.